# 2026年鐵路
此條目列出2026年發生有關鐵路運輸的事件。

## 事件
- 11月：深大城际线、深惠城际线和大鹏支线开通。
- 12月：成都市域铁路S5线和深圳地铁13号线南延段开通。
- ：沈阳地铁3号线东段开通。
- ：成都站预计重建完成，恢復開放。
- ：重庆轨道交通15号线二期全线开通。
- ：厦门地铁4号线 一期通车。
- ：桃園捷運綠線第一階段通車。
- ：北海道旅客鐵道留萌本線全線廢除[1]。
- ：波羅的海鐵路首階段通車[2]。
- ：釜山都市鐵道5號線通車[3]。
- ：意大利高速鐵路布雷西亞至維羅納段完工通車[4]。
- ：那不勒斯地鐵1號線那不勒斯中央車站至那不勒斯國際機場段通車[5]。
- ：溫哥華架空列車千禧線百老匯街延線通車。
- ：馬里蘭州輕軌紫線通車。
- ：洛杉磯地鐵D線西延線首階段（威爾榭／西部 - 威爾榭／拉謝內加）通車[6]。
- ：聖保羅地鐵17號線通車。[7]
- ：奧克蘭城市铁路线完工通車[8]。

## 2027年以後之預定事件

#### 2027年
- ：中央新幹線通車，來往品川站至名古屋站。
- ：港鐵東鐵綫古洞站啟用。
- ：新加坡地鐵裕廊區域線通車，湯申－東海岸線建國先賢紀念園地鐵站啟用。
- ：洛杉磯地鐵D線西延線第三階段通車。
- ：新柔捷運通車。
- ：沈阳地铁6号线、9号线东段开通。
- ：上海东站开通。
- ：成都市域铁路S11线全线开通。
- ：重庆轨道交通27号线一期、重庆市郊铁路江跳线过江段、和重庆市域铁路永川线全线开通。

#### 2028年
- ：桃園捷運綠線第二階段通車。
- ：新加坡地鐵裕廊區域線東支線通車。
- ：成都市域铁路S13线全线开通。

#### 2029年
- ：布拉格地鐵D線（英语：Line D (Prague Metro)）通車[9]。
- ：港鐵東涌綫延綫通車[10]。
- ：新加坡地鐵裕廊區域線延長至秉光山地鐵站。
- ：沈阳地铁10号线南段开通。
- ：北京地铁28号线通车。
- ：澳門輕軌東線開通。

#### 2030年
- ：川藏鐵路全线通車。
- ：新加坡地鐵跨島線第一階段通車，來往航空園地鐵站至光明山地鐵站。
- ：港鐵屯門南延綫、洪水橋站通車。

#### 2031年
- ：北海道新幹線延長至札幌站，同時函館本線新函館北斗站至長萬部站將改為第三部門鐵路營運，長萬部站至小樽站一段則廢線。
- ：浪速筋線通車。
- ：台南捷運藍線通車。

#### 2032年
- ：新加坡地鐵跨島線榜鵝支線通車，同時延長至裕廊湖區地鐵站。

#### 2034年
- ：港鐵北環綫通車。
- ：高雄捷運黃線通車、台中捷運藍線通車。

#### 2037年
- ：中央新幹線通車至大阪。
- ：台中機場捷運通車。